# Bygdeträsket
Bygdeträsket ist der größte See der schwedischen historischen Provinz Västerbotten, welche zu Västerbottens län gehört.
Der Abfluss Rickleån mündet in den Bottenwiek. Das meiste Wasser befindet sich zwischen Dezember und Mai im See. In den Sommermonaten ist deutlich weniger Wasser im See. An der tiefsten Stelle ist der See rund 90 Meter tief.

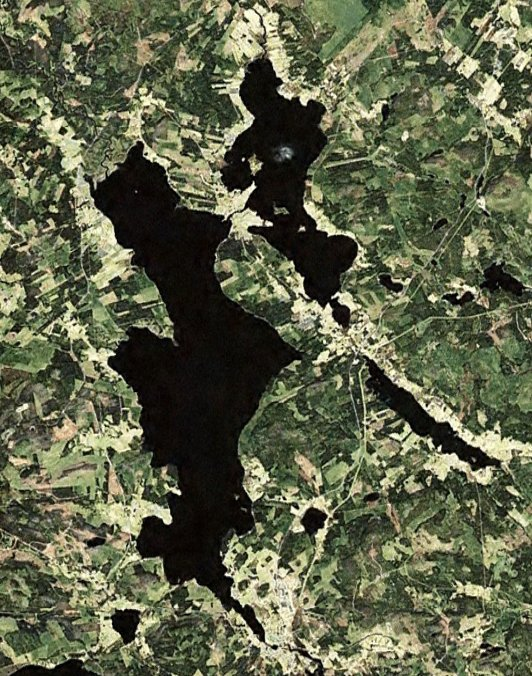
Satellitenaufnahme des Bygdeträsket von NASA World Wind.